# Port lotniczy Sumy
Port lotniczy Sumy – międzynarodowy port lotniczy położony w Sumach, na Ukrainie.